# Кім Йон Чхоль
Кім Йон Чхоль (кор. 김영철, нар. 30 червня 1976, Інчхон, Південна Корея) — південнокорейський футболіст, що грав на позиції захисника.
Більшу частину кар'єри провів у клубі «Соннам Ільва Чунма», а також грав за національну збірну Південної Кореї, у складі якої був учасником чемпіонату світу.

## Клубна кар'єра
Грав у футбол в Університеті Конкук.
У дорослому футболі дебютував 1999 року виступами за команду «Соннам Ільва Чунма», в якій виступав до 2008 року, взявши участь у 103 матчах чемпіонату. Більшість часу, проведеного у складі «Соннам Ільхва Чхонма», був основним гравцем захисту команди, вигравши низку національних трофеїв. Крім того протягом 2003—2004 років на правах оренди захищав кольори клубу «Санджу Санму».
Завершив професійну ігрову кар'єру у клубі «Чоннам Дрегонс», за який виступав протягом 2009 року.

## Виступи за збірну
1997 року дебютував в офіційних матчах у складі національної збірної Південної Кореї. Протягом кар'єри у національній команді, яка тривала 10 років, провів у формі головної команди країни лише 15 матчів, забивши 1 гол.
У складі збірної був учасником чемпіонату світу 2006 року у Німеччині.

## Досягнення
- Чемпіон Південної Кореї: 2001, 2002, 2006
- Володар Кубка Південної Кореї: 1999
- Володар Кубка південнокорейської ліги: 2002
- Володар Суперкубка Південної Кореї: 2002
- Бронзовий призер Азійських ігор: 2002